# Nashville (Illinois)
Nashville è un comune degli Stati Uniti d'America, situato in Illinois, nella Contea di Washington, della quale è il capoluogo.